# Bharuch
Bharuch là một thành phố và khu đô thị của quận Bharuch thuộc bang Gujarat, Ấn Độ.

## Địa lý
Bharuch có vị trí 21°42′B 72°58′Đ / 21,7°B 72,97°Đ Nó có độ cao trung bình là 15 mét (49 foot).

## Nhân khẩu
Theo điều tra dân số năm 2001 của Ấn Độ, Bharuch có dân số 148.391 người. Phái nam chiếm 52% tổng số dân và phái nữ chiếm 48%. Bharuch có tỷ lệ 78% biết đọc biết viết, cao hơn tỷ lệ trung bình toàn quốc là 59,5%: tỷ lệ cho phái nam là 82%, và tỷ lệ cho phái nữ là 73%. Tại Bharuch, 10% dân số nhỏ hơn 6 tuổi.